# オリバー・レック
オリバー・レック（Oliver Reck、1965年2月27日- ）は、ドイツ・フランクフルト・アム・マイン出身のサッカー選手、サッカー指導者。現役時代のポジションはGK。

## 経歴
1983年にキッカーズ・オッフェンバッハでデビュー。18試合に出場して1部リーグ昇格を果たすが、翌年に降格してしまう。1985年にヴェルダー・ブレーメンへと移籍。10年以上に亘って所属し、リーグタイトルやDFBポカール制覇のほか、クラブ史上初の国際タイトルとなるUEFAカップウィナーズカップも獲得した。1998年にシャルケ04へと移籍し、2003年に引退した。2002年9月2日のFCザンクトパウリ戦ではPKを蹴り、キャリア唯一の得点を挙げた。
ドイツ代表としてのキャリアは、1996年6月4日のリヒテンシュタインとの親善試合1試合のみである。EURO1996にも招集されたが、当時の代表正GKはアンドレアス・ケプケでありレックがプレーすることはなかった。
引退後はシャルケのGKコーチを務めたほか、当時の監督解任に伴ってユーリ・ムルダーらと共に2009-10シーズン終了まで臨時監督も務めた。

## 獲得タイトル

### クラブタイトル
- ブンデスリーガ : 1987-88, 1992-93
- DFBポカール : 1990-91, 1993-94, 2000-01, 2001-02
- UEFAカップウィナーズカップ : 1991-92

### 代表タイトル
- ソウルオリンピック　銅メダル
- EURO1996　優勝